# برومازين
يستخدم البرومازين (من اسمائه التجارية سباريين)، كعلاج إضافي قصير المدى للانفعالات النفسية الحركية. تعتبر استخداماته المعتمدة لدى البشر محدودة، ولكنه يستخدم كمهدئ في الطب البيطري. له تأثيرات مضادة للذهان ضعيفة ولكنه لا يستخدم عمومًا لعلاج الذهان.
يعمل البرومازين بشكل مشابه للكلوربرومازين ويسبب التهدئة. يسبب آثارًا جانبية مضادة للكولين بشكل أساسي، على الرغم من أن الآثار الجانبية خارج الهرمية ليست غير شائعة. وينتمي البرومازين إلى فئة الأدوية المضادة للذهان والفينوثيازين النموذجية.
تمت الموافقة على استخدام برومازين للاستخدام الطبي في الولايات المتحدة في الخمسينيات من القرن العشرين، إلا أنه لم يعد متاحًا تجاريًا هناك.

## الاستخدامات
البرومازين هو علاج إضافي قصير المدى للاضطراب النفسي الحركي.

## الآثار السلبية
تشمل الآثار الجانبية الشائعة الانفعال وانقطاع الطمث وعدم انتظام ضربات القلب والإمساك والنعاس والدوار وجفاف الفم والعجز الجنسي والتعب وكثرة إفراز الحليب وتضخم الثدي وارتفاع سكر الدم والأرق وانخفاض ضغط الدم وإطالة فترة QT والنوبات والرعشة والقيء وزيادة الوزن، من بين أمور أخرى.

### الجرعة الزائدة
في حالة تناول جرعة زائدة، قد يحدث انخفاض ضغط الدم، وانخفاض حرارة الجسم، وتسارع القلب، وعدم انتظام ضربات القلب.
قد يحدث الموت المفاجئ، على الرغم من ندرة حدوثه.

## الاستخدامات البيطرية
يعد برومازين، المتوفر على هيئة هيدروكلوريد برومازين، أحد المهدئات الأساسية التي يستخدمها الأطباء البيطريون كحقنة ما قبل التخدير للخيول. لا يوفر مسكنًا للألم ولا يعد مهدئًا قويًا جدًا، وبالتالي بستخدم مع المواد الأفيونية أو منبهات مستقبلات الأدرينالية <sub id="mwVg">α2</sub>، مثل الكلونيدين، أو كليهما. يمكن استخدامه بمفرده عند إجراء عملية غير مؤلمة مثل تركيب حدوة الحصان. انخفاض ضغط الدم وسرعة ضربات القلب وشلل القضيب من الآثار الجانبية. كما أنه مضاد للقيء ومضاد للتشنج وخافض للحرارة. بالإضافة إلى ذلك، يستخدم لخفض ضغط الدم في الحيوانات التي تعاني من التهاب الحافر وفشل الكلى. وهو متاح في الولايات المتحدة للاستخدام البيطري تحت أسماء Promazine و Tranquazine.[بحاجة لمصدر]</link>

## التركيب

التوليف: براءات الاختراع: ~75%: